# Napaeus isletae
Napaeus isletae es una especie de molusco gasterópodo de la familia Enidae en el orden de los Stylommatophora.

## Distribución geográfica
Es endémica de España, más concretamente en la zona de La Isleta en Gran Canaria.

### Hábitat
Su hábitat (según el equipo de medioambiente y biodiversidad del Gobierno de Canarias) es este:

El hábitat de Napaeus isletae es de sustrato de naturaleza rocosa con cobertura vegetal liquénica formando "manchones" de extensión variable. De manera aislada aparecen algunas especies vegetales de porte subarbustivo. Posiblemente esta especie se distribuya por el MSS.

En cuanto al territorio ocupado por esta especie se refiere, no hay cifras exactas, sino aproximadas debido a la escasa información sobre el taxón. Lo más posible es que sólo ocupen 0,25 km², pero debido a que se encuentra en una zona militar escasamente muestreada, es invariable.

## Existencia
Esta especie se describió a partir de cuatro conchas localizadas sin animal en 1992.
El único referente que hay sobre la existencia de esta especie son dos individuos recogidos durante una investigación de esa misma especie en el año 2004.